# Livezile (okręg Mehedinți)
Livezile – wieś w Rumunii, w okręgu Mehedinți, w gminie Livezile. W 2011 roku liczyła 934 mieszkańców.